# Pavel Severín z Kapí hory
Pavel Severín z Kapí hory (přibližně 1500 – přibližně 1554) byl tiskař českých knih a pražský purkmistr.
Tiskárnu převzal po otci Severinovi kramáři. Vydal řadu významných českých knih: Několikrát vydal českou bibli, spisy Luthera, Chelčického, Kuthenovu Českou kroniku, nebo druhou nejstarší známou českou kuchařku. Za ženu si vzal Johanku Sovovou, jejíž otec, Václav Sova z Liboslav byl majitelem Sovových mlýnů v Praze.
Jako tiskař byl činný i jeho synovec Jan Severin mladší (syn Pavlova bratra Jana staršího) a v severinovské tiskařské tradici pokračoval Pavlův zeť Jan Kosořský z Kosoře.